# Liste der Kulturdenkmale in Berlin-Mitte/Alt-Kölln
Auf dieser Seite sind die Kulturdenkmale im Stadtviertel Alt-Kölln im Berliner Ortsteil Mitte aufgelistet. Diese Liste ist Teil der Liste der Kulturdenkmale in Berlin-Mitte. Grundlage ist die Denkmalliste des Landes Berlin, die auf Basis des Berliner Denkmalschutzgesetzes erstmals am 28. September 1995 bekannt gemacht wurde und seither durch das Landesdenkmalamt Berlin geführt und aktualisiert wird.

## Denkmalbereiche (Ensembles)
| Nr.      | Lage | Offizielle Bezeichnung | Beschreibung | Bild                                |
| -------- | --- | --- | --- | ----------------------------------- |
| 09011236 | Breite Straße 30–37 Schloßplatz 7 (Lage) | Ensemble Breite Straße (Marstallkomplex), öffentliche Gebäude Gesamtanlage siehe: Kupfergraben Baudenkmale siehe: Breite Straße 32–34; 35; 36 Schloßplatz 7 | |                                     |
| 09011245 | Gertraudenstraße 10–12 Friedrichsgracht 50, 53–55 Kleine Gertraudenstraße 3–5 Oberwasserstraße Scharrenstraße 16A–17 (Lage)                             | Traditionsinsel, Wohn- und Geschäftshäuser Baudenkmale siehe: Friedrichsgracht 53–55 Gertraudenstraße 10–12; (Gertraudenbrücke) | Weitere Bestandteile des Ensembles: | Weitere Bestandteile des Ensembles: |
| 09011245 | Gertraudenstraße 10–12 Friedrichsgracht 50, 53–55 Kleine Gertraudenstraße 3–5 Oberwasserstraße Scharrenstraße 16A–17 (Lage)                             | Traditionsinsel, Wohn- und Geschäftshäuser Baudenkmale siehe: Friedrichsgracht 53–55 Gertraudenstraße 10–12; (Gertraudenbrücke) | 09011247 – Kleine Gertraudenstraße 3 / Friedrichsgracht 50 / Scharrenstraße 16a, Wohngebäude, um 1862, 1975–1976 verändert                                                   |                                     |
| 09011245 | Gertraudenstraße 10–12 Friedrichsgracht 50, 53–55 Kleine Gertraudenstraße 3–5 Oberwasserstraße Scharrenstraße 16A–17 (Lage)                             | Traditionsinsel, Wohn- und Geschäftshäuser Baudenkmale siehe: Friedrichsgracht 53–55 Gertraudenstraße 10–12; (Gertraudenbrücke) | 09011248 – Scharrenstraße 17 / Kleine Gertraudenstraße, Wohngebäude, um 1780, Umbau um 1890, vor 1975 innen verändert                                                        |                                     |
| 09030065 | Museumsinsel Am Kupfergraben Am Lustgarten Am Zeughaus Bodestraße Burgstraße James-Simon-Park Lustgarten Monbijoubrücke Monbijoupark Schloßplatz (Lage) | Museumsinsel mit Museumsbauten, Kolonnade und Freiflächen, Lustgarten und Berliner Dom, Kupfergraben und Spreearm mit Brücken und Uferbefestigung Gesamtanlage siehe: Kupfergraben Baudenkmale siehe: Am Kupfergraben: Bodemuseum, Pergamonmuseum; Monbijoubrücke Bodestraße: Nationalgalerie, Neues Museum, Altes Museum, Eiserne Brücke Lustgarten: Abflusskanal, Granitschale; Berliner Dom Gartendenkmal siehe: Bodestraße 3 | Weitere Bestandteile des Ensembles: | Weitere Bestandteile des Ensembles: |
| 09030065 | Museumsinsel Am Kupfergraben Am Lustgarten Am Zeughaus Bodestraße Burgstraße James-Simon-Park Lustgarten Monbijoubrücke Monbijoupark Schloßplatz (Lage) | Museumsinsel mit Museumsbauten, Kolonnade und Freiflächen, Lustgarten und Berliner Dom, Kupfergraben und Spreearm mit Brücken und Uferbefestigung Gesamtanlage siehe: Kupfergraben Baudenkmale siehe: Am Kupfergraben: Bodemuseum, Pergamonmuseum; Monbijoubrücke Bodestraße: Nationalgalerie, Neues Museum, Altes Museum, Eiserne Brücke Lustgarten: Abflusskanal, Granitschale; Berliner Dom Gartendenkmal siehe: Bodestraße 3 | 09030061 – Bodestraße / Burgstraße, Friedrichsbrücke, 1892–1893, Umbau 1982                                                                                                  |                                     |
| 09030065 | Museumsinsel Am Kupfergraben Am Lustgarten Am Zeughaus Bodestraße Burgstraße James-Simon-Park Lustgarten Monbijoubrücke Monbijoupark Schloßplatz (Lage) | Museumsinsel mit Museumsbauten, Kolonnade und Freiflächen, Lustgarten und Berliner Dom, Kupfergraben und Spreearm mit Brücken und Uferbefestigung Gesamtanlage siehe: Kupfergraben Baudenkmale siehe: Am Kupfergraben: Bodemuseum, Pergamonmuseum; Monbijoubrücke Bodestraße: Nationalgalerie, Neues Museum, Altes Museum, Eiserne Brücke Lustgarten: Abflusskanal, Granitschale; Berliner Dom Gartendenkmal siehe: Bodestraße 3 | 09010199 – Lustgarten, Stadtplatz, 1645, Umgestaltungen ab 1658, 1831 von Karl Friedrich Schinkel, 1871 von Johann Heinrich Strack, 1905 verändert, 1936 von Conrad Dammeier |                                     |

## Baudenkmale
| Nr.      | Lage                                                                        | Offizielle Bezeichnung                                                                     | Beschreibung | Bild                                  |
| -------- | --------------------------------------------------------------------------- | ------------------------------------------------------------------------------------------ | --- | ------------------------------------- |
| 09030055 | Am Kupfergraben Monbijoubrücke (Lage)                                       | Bode-Museum (Kaiser-Friedrich-Museum) mit Vorplatz Bestandteil des Ensembles: Museumsinsel | 1897–1904 von Ernst von Ihne, Wiederherstellung 1945–1959 (siehe auch Gesamtanlage Wasserstraßen um die Spreeinsel)                                                                                             | Gesamtansicht · Vorplatz              |
| 09030060 | Am Kupfergraben Monbijoustraße (Lage)                                       | Monbijoubrücke Bestandteil des Ensembles: Museumsinsel                                     | 1898–1904 von Ernst von Ihne, Wiederherstellung 2005 (siehe auch Gesamtanlage Wasserstraßen um die Spreeinsel)                                                                                                  | Monbijoubrücke beim Bodemuseum        |
| 09030056 | Am Kupfergraben Bodestraße (Lage)                                           | Pergamonmuseum mit Vorhof Bestandteil des Ensembles: Museumsinsel                          | 1910–1930 von Ludwig Hoffmann, Wilhelm Wille, German Bestelmeyer, ausgeführt nach Entwürfen von Alfred Messel, Georg Müller und Edmund May 1907–1909 (siehe auch Gesamtanlage Wasserstraßen um die Spreeinsel)  | Vorhof · Südflügel                    |
| 09030062 | Bodestraße Hinter dem Gießhaus (Lage)                                       | Eiserne Brücke Bestandteil des Ensembles: Museumsinsel                                     | 1914–1916 von Walter Koeppen, Wiederherstellung 1987–1988 (siehe auch Gesamtanlage Wasserstraßen um die Spreeinsel)                                                                                             |                                       |
| 09030057 | Bodestraße (Lage)                                                           | Nationalgalerie und Kolonnaden Bestandteil des Ensembles: Museumsinsel                     | 1866–1876 nach Entwürfen von Friedrich August Stüler, ausgeführt von Johann Heinrich Strack, Umbauten 1911–1913 und 1935 (siehe auch Gesamtanlage Wasserstraßen um die Spreeinsel und Gartendenkmal Bodestraße) | Alte Nationalgalerie                  |
| 09030057 | Bodestraße (Lage)                                                           | Nationalgalerie und Kolonnaden Bestandteil des Ensembles: Museumsinsel                     | Kolonnaden | Alte Nationalgalerie                  |
| 09030057 | Bodestraße (Lage)                                                           | Nationalgalerie und Kolonnaden Bestandteil des Ensembles: Museumsinsel                     | Reiterstandbild Friedrich Wilhelm IV., 1886 von Alexander Calandrelli | Reiterstandbild Friedrich Wilhelm IV. |
| 09030058 | Bodestraße (Lage)                                                           | Neues Museum Bestandteil des Ensembles: Museumsinsel                                       | 1843–1846 von Friedrich August Stüler |                                       |
| 09030059 | Bodestraße Lustgarten (Lage)                                                | Altes Museum Bestandteil des Ensembles: Museumsinsel                                       | 1825–1830 von Karl Friedrich Schinkel |                                       |
| 09011240 | Breite Straße 32–34 (Lage)                                                  | Stadtbibliothek Bestandteil des Ensembles: Breite Straße                                   | Bibliothek, 1961–1966 von Heinz Mehlan | Stadtbibliothek                       |
| 09011240 | Breite Straße 32–34 (Lage)                                                  | Stadtbibliothek Bestandteil des Ensembles: Breite Straße                                   | Portal von Fritz Kühn | Stadtbibliothek                       |
| 09011239 | Breite Straße 35 (Lage)                                                     | Ribbeckhaus Bestandteil des Ensembles: Breite Straße                                       | 1624 aus älteren Bauten errichtet, mehrere Umbauten, u. a. 1803–1804 aufgestockt, Wiederherstellung bis 1960 |                                       |
| 09011238 | Breite Straße 36 (Lage)                                                     | Alter Marstall Bestandteil des Ensembles: Breite Straße                                    | 1665–1670 von Michael Matthias Smids, mehrere Umbauten, Wiederaufbau 1952–1961 |                                       |
| 09011242 | Brüderstraße 10 (Lage)                                                      | Bürgerhaus                                                                                 | um 1688, ab 1737 Propstei der Petrikirche, 1805 Fassade verändert, Wiederherstellung 1963–1964 und 1982–1984 | Galgenhaus                            |
| 09011243 | Brüderstraße 11–12 (Lage)                                                   | Berlinische Feuer-Versicherungs-Anstalt                                                    | Geschäftshaus, 1905 von Reimer & Körte |                                       |
| 09011244 | Brüderstraße 13 (Lage)                                                      | Nicolai-Haus mit Gartenhof                                                                 | um 1670, Umbauten 1710 und 1787 von Carl Friedrich Zelter |                                       |
| 09011244 | Brüderstraße 13 (Lage)                                                      | Nicolai-Haus mit Gartenhof                                                                 | Gartenhof |                                       |
| 09020050 | Brüderstraße 26 Scharrenstraße (Lage)                                       | Warenhaus Rudolph Hertzog                                                                  | 1908–1909 von Gustav Hochgürtel, Wiederherstellung bis 1970 |                                       |
| 09035402 | Fischerinsel Neue Grünstraße (Lage)                                         | Grünstraßenbrücke                                                                          | 1904–1905 von Richard Wolffenstein (siehe auch Gesamtanlage Wasserstraßen um die Spreeinsel) |                                       |
| 09035355 | Fischerinsel Inselstraße (Lage)                                             | Inselbrücke                                                                                | 1912–1913 von Ludwig Hoffmann (siehe auch Gesamtanlage Wasserstraßen um die Spreeinsel) |                                       |
| 09035403 | Fischerinsel Neue Roßstraße (Lage)                                          | Roßstraßenbrücke                                                                           | 1899–1901 von Ludwig Hoffmann (siehe auch Gesamtanlage Wasserstraßen um die Spreeinsel) |                                       |
| 09030071 | Friedrichsgracht Oberwasserstraße, Unterwasserstraße (Lage)                 | Jungfernbrücke, Zugbrücke                                                                  | 1798, Umbau 1937–1939, Erneuerung 1998–1999 (siehe auch Gesamtanlage Wasserstraßen um die Spreeinsel) |                                       |
| 09011249 | Friedrichsgracht 53–55 (Lage)                                               | Pfarrhaus St. Petri Bestandteil des Ensembles: Traditionsinsel                             | 1885–1886 |                                       |
| 09030070 | Gertraudenstraße Friedrichsgracht, Oberwasserstraße (Lage)                  | Gertraudenbrücke Bestandteil des Ensembles: Traditionsinsel                                | 1894–1895 von Otto Stahn (siehe auch Gesamtanlage Wasserstraßen um die Spreeinsel) | Gertraudenbrücke                      |
| 09030070 | Gertraudenstraße Friedrichsgracht, Oberwasserstraße (Lage)                  | Gertraudenbrücke Bestandteil des Ensembles: Traditionsinsel                                | Gruppe der Heiligen Gertrud, 1896 von Rudolf Siemering | Gertraudenbrücke                      |
| 09011246 | Gertraudenstraße 10–12 Friedrichsgracht, Kleine Gertraudenstraße 4–5 (Lage) | Geschäftshaus Bestandteil des Ensembles: Traditionsinsel                                   | 1897–1898 von Max Jacob und Georg Roensch |                                       |
| 09012502 | Lustgarten (Lage)                                                           | Abflusskanal mit Auslass in der Spreekanalmauer Bestandteil des Ensembles: Museumsinsel    | 1828–1829 von Karl Friedrich Schinkel (siehe auch Gesamtanlage Wasserstraßen um die Spreeinsel) |                                       |
| 09030066 | Lustgarten Schloßplatz (Lage)                                               | Berliner Dom Bestandteil des Ensembles: Museumsinsel                                       | 1893–1905 von Julius Raschdorff und Otto Raschdorff, Wiederherstellung 1974–1993 |                                       |
| 09030066 | Lustgarten Schloßplatz (Lage)                                               | Berliner Dom Bestandteil des Ensembles: Museumsinsel                                       | Vorplatz, Promenaden und Gartenanlagen an der Spree |                                       |
| 09012501 | Lustgarten (Lage)                                                           | Granitschale Bestandteil des Ensembles: Museumsinsel                                       | 1827–1834 von Christian Cantian |                                       |
| 09030068 | Schloßplatz (Lage)                                                          | Fundamentgewölbe des ehemaligen Nationaldenkmals für Kaiser Wilhelm I.                     | 1895–1897 von Gustav Halmhuber (siehe auch Gesamtanlage Wasserstraßen um die Spreeinsel) |                                       |
| 09020048 | Schloßplatz 1 Breite Straße 1 (Lage)                                        | Staatsratsgebäude                                                                          | 1962–1964 von Roland Korn, Hans-Erich Bogatzky und Klaus Pätzmann (siehe Gartendenkmal und Bodendenkmal Schloßplatz 1)                                                                                          |                                       |
| 09020048 | Schloßplatz 1 Breite Straße 1 (Lage)                                        | Staatsratsgebäude                                                                          | Portalrisalit IV des Stadtschlosses, 1706–1713 von Johann Friedrich Eosander v. Göthe |                                       |
| 09011237 | Schloßplatz 7 Breite Straße 30–31, 37 (Lage)                                | Neuer Marstall Bestandteil des Ensembles: Breite Straße                                    | 1896–1901 von Ernst von Ihne, Wiederherstellung 1950–1954 (siehe auch Gesamtanlage Wasserstraßen um die Spreeinsel)                                                                                             |                                       |
| 09011237 | Schloßplatz 7 Breite Straße 30–31, 37 (Lage)                                | Neuer Marstall Bestandteil des Ensembles: Breite Straße                                    | Wohnhaus |                                       |
| 09030072 | Werderstraße Schloßplatz (Lage)                                             | Schleusenbrücke                                                                            | 1914–1916 von Kritzler & Tischer, erneuert 1936–1937, Wiederherstellung 1951, 1972–1973 Geländer rekonstruiert (siehe auch Gesamtanlage Wasserstraßen um die Spreeinsel)                                        |                                       |

## Gartendenkmale
| Nr.      | Lage                 | Offizielle Bezeichnung                                                       | Beschreibung                                                                               | Bild |
| -------- | -------------------- | ---------------------------------------------------------------------------- | ------------------------------------------------------------------------------------------ | ---- |
| 09010185 | Bodestraße (Lage)    | Gartenanlage vor der Nationalgalerie Bestandteil des Ensembles: Museumsinsel | 1879–1880 von Eduard Neide, 1936 verändert (siehe Baudenkmal Bodestraße (Nationalgalerie)) |      |
| 09010006 | Schloßplatz 1 (Lage) | Garten und Vorplatz des Staatsratsgebäudes                                   | 1964 von Hubert Matthes (siehe Baudenkmal und Bodendenkmal Schloßplatz 1)                  |      |

## Bodendenkmale
| Nr.      | Lage                                              | Offizielle Bezeichnung                                                  | Beschreibung | Bild                                                                                        |
| -------- | ------------------------------------------------- | ----------------------------------------------------------------------- | --- | ------------------------------------------------------------------------------------------- |
| 09097802 | Breite Straße (Lage)                              | Mittelalterliche und frühneuzeitliche Baubefunde und Brunnen            | Flurstücke 464–469 |                                                                                             |
| 09010145 | Fischerinsel 1 Mühlendamm (Lage)                  | Latrine                                                                 | um 1300 | siehe berliner-abendblatt.de                                                                |
| 09010175 | Petriplatz (Lage)                                 | Mehrere Bauphasen der Petrikirche, Friedhof                             | 13. Jh. bis Neuzeit; westliche Platzseite: Fundamente der Lateinschule und Erweiterungen, Straßenpflaster und mittelalterliche Torfundamente, Keller mit Rollsteinpflaster, frühe Stratigrafie des Ortes unter der Nordostecke der Lateinschule; östliche Platzseite: Fundamente bzw. Keller von Ratswaage, Cöllnischem Rathaus und drei Bürgerhäusern sowie Treppe aus dem ehem. Kaufhaus Hertzog | Berlin Petrikirche, Archäologische Grabungen · Berlin Petrikirche, Archäologische Grabungen |
| 09010176 | Schloßplatz (Lage)                                | Bauliche Reste des Berliner Schlosses                                   | 1706–1713 | Berliner Stadtschloss, Kellerreste                                                          |
| 09010178 | Schloßplatz 1 (Gelände vor dem Grundstück) (Lage) | Fundamente und Bestattungen des Dominikanerklosters/ehem. Berliner Doms | Fundamente der Cöllner Stadtmauer, ab 1. Hälfte 14. Jh., und Siedlungsreste ab 2. Hälfte 12. Jh. (siehe Baudenkmal und Gartendenkmal Schloßplatz 1) | Bild gesucht BW                                                                             |

## Ehemalige Denkmale
| Nr.      | Lage                                                | Offizielle Bezeichnung (Stand der Denkmalliste bei Entfernung) | Beschreibung | Bild            |
| -------- | --------------------------------------------------- | -------------------------------------------------------------- | --- | --------------- |
|          | Gertraudenstraße                                    | Großgaststätte Ahornblatt                                      | Erbaut 1971 bis 1973 nach Plänen von Gerhard Lehmann und Rüdiger Plaethe, als Kantine für die anliegenden Ministerien erdacht. Abriss erfolgte 2000 aufgrund eines mangelnden Nutzungskonzeptes. Auf dem Gelände wurde ein Hotel errichtet. |                 |
| 09010177 | Schloßplatz (nordwestlich der Rathausbrücke) (Lage) | Fundamente der Cöllner Stadtmauer mit Turm                     | ab Ende 13. Jh., seit 2018 Teil von #09010178 | Bild gesucht BW |